# Stanisław Kropiński
Stanisław Kropiński herbu Sulima (zm. w Gdańsku) – miecznik nowogrodzki i poseł brzeski na sejm w 1748 roku, sędzia grodzki brzeskolitewski, porucznik petyhorski, konsyliarz województwa brzeskolitewskiego w konfederacji barskiej.
Podpisał elekcję Stanisława Augusta Poniatowskiego.